# Ted McGinley
Theodore Martin (Ted) McGinley (Newport Beach (Californië), 30 mei 1958) is een Amerikaans acteur. Zijn bekendste rol is waarschijnlijk die van Jefferson D'Arcy in de sitcom Married... with Children, die hij vervulde vanaf halverwege het vijfde seizoen in 1991 tot en met de laatste aflevering in 1997.
In de jaren 80 vergaarde McGinley echter al bekendheid met rollen in Happy Days, The Love Boat en Dynasty.
McGinley wordt door sommigen gezien als de peetvader van de term ‘jumping the shark’. Hij verving vaak een acteur die uit de reeks was geschreven of als plaatsvervanger voor een ander personage. Dit gebeurde bij Happy Days, The Love Boat en Dynasty. In Married... with Children ten slotte verving McGinley David Garrison als partner van Marcy Rhoades.

## Filmografie
- Division 4 (televisieserie) – Rol onbekend (afl. The Handicapper, 1970)
- Young Doctors in Love (1982) – Dr. Bucky DeVol
- Fantasy Island (televisieserie) – Errol Brookfield III (afl. The Kleptomaniac/Thank God, I'm a Country Girl, 1982)
- Herndon (televisieserie) – Shack Shackleford (1983)
- Making of a Male Model (televisiefilm, 1983) – Gary Angelo
- Revenge of the Nerds (1984) – Stan Gable, Alpha Beta/President of Greek Council
- Happy Days (televisieserie) – Roger Phillips (5 afl., 1980, 1981, 2 keer 1983, 1984)
- Hotel (televisieserie) – Wade Stafford (afl. Lost and Found, 1985)
- The Love Boat (televisieserie) – Fotograaf Ashley Covington Evans (Ace) (afl. onbekend, 1984-1986)
- Hotel (televisieserie) – Neil Benson (afl. Triangles, 1986)
- Dynasty (televisieserie) – Clay Fallmont (34 afl., 1986-1987)
- Hotel (televisieserie) – Kyle Stanton (afl. Revelations, 1987)
- Perfect Strangers (televisieserie) – Billy Appleton (afl. My Brother, Myself, 1988)
- Married... with Children (televisieserie) – Norman Jablonsky (afl. It's a Bundyful Life: Part 2, 1989)
- Physical Evidence (1989) – Kyle
- B.L. Stryker (televisieserie) – Mitch Slade (2 afl., 1989)
- Evening Shade (televisieserie) – Kyle Hampton (afl. The Moustache Show, 1990)
- Blue Tornado (1991) – Philip
- Baby Talk (televisieserie) – Craig Palmer (afl. Baby Love, 1991)
- Space Case (1992) – Biff
- Revenge of the Nerds III: The Next Generation (televisiefilm, 1992) – Decaan Stanley Gable
- Wild Justice (televisiefilm, 1993) – Aubrey Billings
- Linda (televisiefilm, 1993) – Brandon ‘Jeff’ Jeffries
- Wayne's World 2 (1993) – Mr. Scream
- Wild Justice (1994) – Aubrey Billings
- Revenge of the Nerds IV: Nerds in Love (televisiefilm, 1994) – Stan Gable
- Dream On (televisieserie) – Rol onbekend (afl. Long Distance Runaround, 1995)
- The John Larroquette Show (televisieserie) – Tim (afl. Time Out, 1995)
- Tails You Live, Heads You're Dead (televisiefilm, 1995) – Jeffrey Quint
- Deadly Web (televisiefilm, 1996) – Peter Lawrence
- The John Larroquette Show (televisieserie) – Karl Reese (afl. Night Moves, 1995, The House Warming, 1996, Running for Carly, 1996)
- Married... with Children (televisieserie) – Jefferson D'Arcy (143 afl., 1991-1997)
- Follow Your Heart (1998) – James Allen Bailey
- Major League: Back to the Minors (1998) – Leonard Huff
- Every Mother's Worst Fear (televisiefilm, 1998) – Scanman
- Sports Night (televisieserie) – Gordon (8 afl., 1998-1999)
- Dick (1999) – Roderick
- Work with Me (televisieserie) – Murray Epstein (afl. Pilot, 1999)
- Hard Time: Hostage Hotel (televisiefilm, 1999) – FBI-agent Hopkins
- The Big Tease (1999) – Johnny Darjerling
- Face the Music (2000) – Marcus
- Daybreak (2000) – Dillon Johansen
- Cahoots (2001) – Brad
- The West Wing (televisieserie) – Mark Gottfried (afl. In This White House, 2000, Bartlet's Third State of the Union, 2001, The War at Home, 2001)
- The Practice (televisieserie) – Michael Hale (afl. Awakenings, 2001)
- Pearl Harbor (2001) – Legermajoor
- Wednesday 9:30 (8:30 Central) (televisieserie) – Ted Wayne Giblen (afl. Death Be Not Pre-Empted, 2002)
- Justice League (televisieserie) – Tom Turbine (afl. Legends: Part 1 & 2, 2002, stem)
- Family Curse (televisiefilm, 2003) – Rol onbekend
- Frozen Impact (televisiefilm, 2003) – Dan Blanchard
- Charlie Lawrence (televisieserie) – Graydon Cord (afl. onbekend, 2003)
- Justice League (televisieserie) – Burns (afl. Eclipsed: Part 1, 2003, stem)
- The Proud Family (televisieserie) – Lance McDougal (afl. Shackmania 6: Mongo vs. Mama's Boy, 2003, stem)
- NTSB: The Crash of Flight 323 (televisiefilm, 2004) – Reese Faulkner
- Hope & Faith (televisieserie) – Charley Shanowski (42 afl., 2003-2006)
- Eavesdrop (2007) – Grant
- Privileged (direct-naar-video, 2010) – Mr. Webber
- Christmas with a Capital C (2010) - Burgemeester Dan Reed
- Do You Believe? (2015) – Matthew